# Обратен иск
Обратен иск (или регресен иск) от материалноправно гледище е правото на едно лице, което е понесло пред трето лице някаква отговорност или е било отстранено от него от някакво благо, да претендира обезщетение от едно второ лице, което в материалноправните отношения е отговорно (виновно) пред първото. От процесуално гледище, когато правото е предявено (от първото срещу второто лице) в рамките на първоначалния процес (от третото срещу първото лице), се стига до вид последващо обективно съединяване на искове.
Право на регресен (обратен) иск за изплатено обезщетение от местни застрахователи
на физически или юридически лица възниква единствено при имущественото застраховане,
доколкото само то има обезщетителен характер.
Регресното право се разбира като встъпване на застрахователя в правата на обезщетения срещу
трето виновно лице, във връзка с погиване или повреда на застрахована вещ.
Правото на регресен иск се погасява в общия 5-годишен давностен срок,
който започва да тече от момента, в който застрахователят изплати на
застраховано или трето ползващо се лице застрахователното обезщетение.
Размерът на предявен регресен иск може да покрива:
- всичко, което е платено на увреденото лице;
- платените лихви за забава, съответстващи на периода от датата на настъпване на застрахователното събиитие до датата на съобщаване на обстоятелствата от застрахованото лице или от датата на предявяване на прекия иск
- размера на договореното самоучастие на застрахованото лице.

Регресните искове подлежат на счетоводно отчитане само в централите на застрахователите, независимо от това къде се изплаща обезщетението, къде се подготвя преписката по регреса и къде се получава сумата по регресния иск.
За целта, ежемесечно всички поделения на застрахователя чрез своите информационни системи предоставят на централата си списъци на всички щети и изплатени обезщетения, за които има основание да бъде предявен регресен иск.
Страната по висящ процес предявява иск срещу трето лице, което може да бъде подпомагаща страна, тъй като предметът по първоначалният иск има преюдициално значение за обратния иск. Такъв иск може да се предяви само от подпомагана срещу подпомагаща страна.
Предявява се най-късно до началото на първото заседание за разглеждане на делото, едновременно с искането за привличане. Непредявяването на обратен иск не е пречка искът да се предяви в отделно дело.